# Sännen
Sännen är en sjö i Karlskrona kommun och Ronneby kommun i Blekinge och ingår i Nättrabyån-Ronnebyåns kustområde. Sjön är 12,5 meter djup, har en yta på 0,99 kvadratkilometer och befinner sig 62,2 meter över havet. Vid provfiske har bland annat abborre, braxen, gädda och löja fångats i sjön.

## Delavrinningsområde
Sännen ingår i det delavrinningsområde (624337-147321) som SMHI kallar för Utloppet av Sännen. Medelhöjden är 73 meter över havet och ytan är 4,94 kvadratkilometer. Det finns inga avrinningsområden uppströms utan avrinningsområdet är högsta punkten. Vattendraget som avvattnar avrinningsområdet har biflödesordning 2, vilket innebär att vattnet flödar genom totalt 2 vattendrag innan det når havet efter 20 kilometer. Avrinningsområdet består mestadels av skog (75 %). Avrinningsområdet har 0,99 kvadratkilometer vattenytor vilket ger det en sjöprocent på 20 %.

## Fisk
Vid provfiske har följande fisk fångats i sjön:
- Abborre
- Braxen
- Gädda
- Löja
- Mört
- Sarv
- Sutare